# Železniční trať Aškelon – Beer Ševa

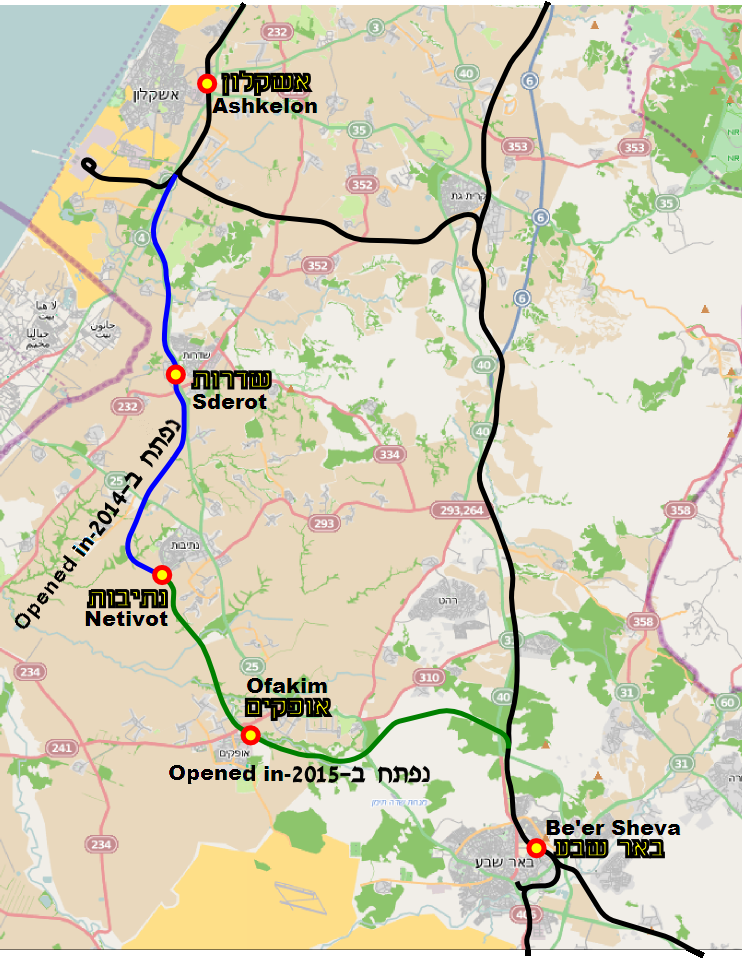
Mapa Železniční trati Aškelon–Beerševa

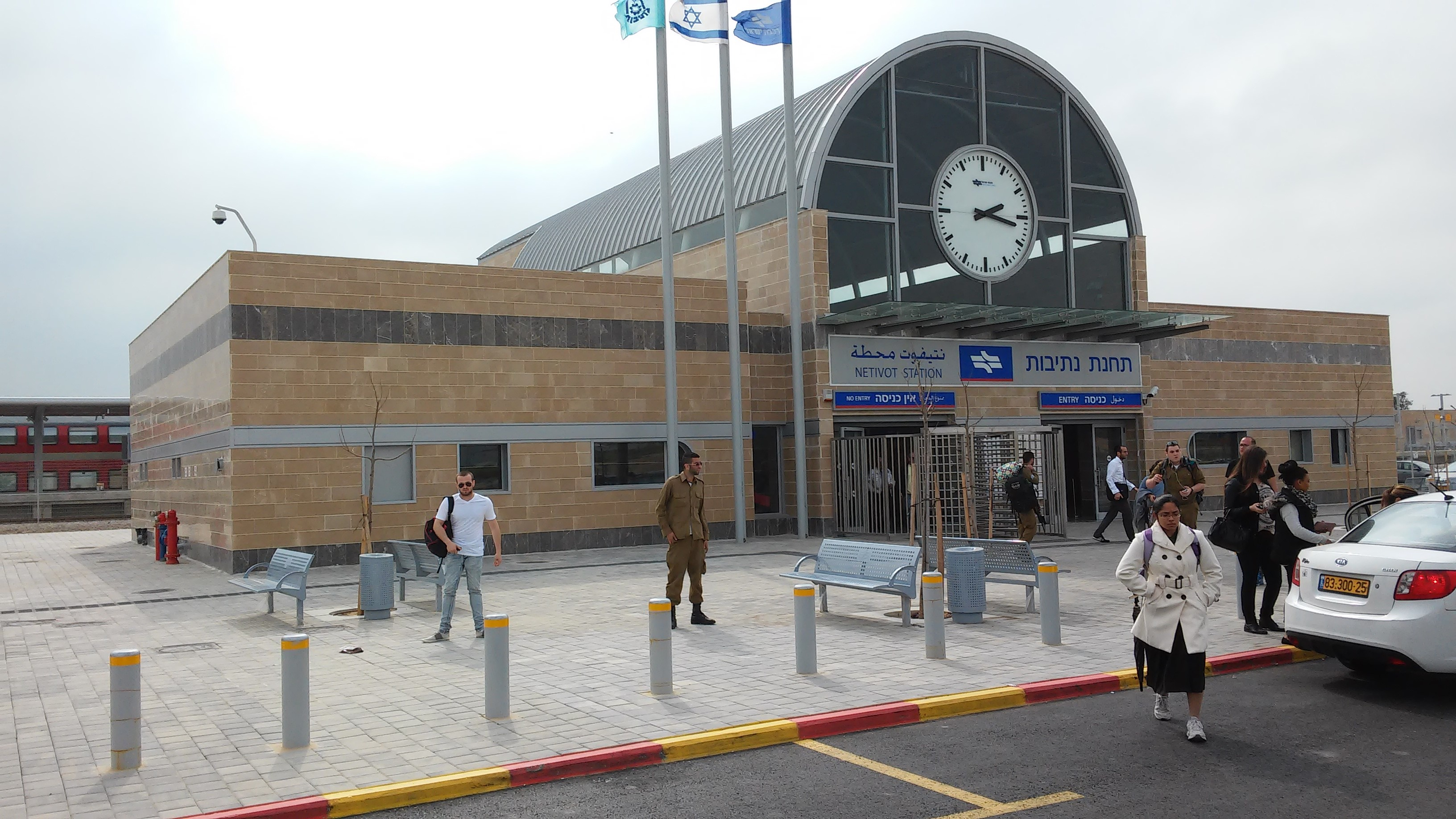
Železniční stanice Netivot

Železniční trať Aškelon-Beerševa (hebrejsky מסילת הרכבת אשקלון - באר שבע, mesilat ha-rakevet Aškelon-Be'er Ševa) je nová železniční trať v jižním Izraeli, která vede z Aškelonu do města Beerševa a vytvořila tak druhé severojižní spojení mezi centrem a jihem státu.

## Dějiny
Budování trati začalo v první dekádě 21. století. Motivací bylo posílit ekonomicky periferní oblasti na severozápadě Negevské pouště a zvýšit mobilitu obyvatel mezi centrem a jihem Izraele. 2. ledna 2007 začala výstavba železniční stanice Ofakim. Slavnostního položení základního kamene se zúčastnil ministr Ša'ul Mofaz, generální ředitel Izraelských drah Ofer Linčevski a starosta Ofakim Avi Asraf. Náklady na výstavbu celé tratě byly odhadovány tehdy na 400 milionů amerických dolarů. Měla mít délku 63 kilometrů a předpokládalo se její dokončení ve 3. čtvrtletí roku 2009. Podle stavu z počátku roku 2007 se kromě stanice v Ofakim již budovalo kolejové těleso v úseku mezi Aškelonem a vesnicí Jad Mordechaj a mezi Beerševou a Ofakim.
4. července 2010 byly na trati Aškelon-Beerševa oficiálně zahájeny vlastní stavební práce. Dokončení trati se nyní očekávalo počátkem roku 2015. Zároveň se uvádělo, že přípravné práce v úseku Aškelon-Jad Mordechaj jsou již provedeny. Trať je budována jako jednokolejná, ale s výhledovou možností přidání druhé koleje. Vlak má cestu mezi Aškelonem a Beerševou urazit za 45 minut. Zemní práce měly přijít na 61 milionů dolarů, stavební práce na mostech Šikma a Bohu na 17,5 milionu dolarů.
Provoz na prvním úseku trati začal 24. prosince 2013, kdy byla otevřena železniční stanice Sderot. 15. února 2015 přibyla železniční stanice Netivot. V té době se uvádělo, že na trati jezdí v každém směru 20 vlaků denně, přičemž cesta z Netivot do Tel Avivu trvala něco přes jednu hodinu. Koncem roku 2015 byl zprovozněna i železniční stanice Ofakim a dokončeno napojení nové tratě na Beerševu.

## Seznam stanic
Na železniční trati Aškelon-Beerševa fungují následující stanice:
- železniční stanice Aškelon (též koncová stanice železniční trati Tel Aviv-Aškelon)

odbočuje železniční trať Aškelon-Kirjat Gat (jen nákladní přeprava)
- železniční stanice Sderot (zprovozněna roku 2013)
- železniční stanice Netivot (zprovozněna roku 2015)
- železniční stanice Ofakim (zprovozněna roku 2015)

napojení na železniční trať Tel Aviv-Beerševa
- železniční stanice Be'er Ševa cafon (v provozu, jako stanice železniční trati Tel Aviv-Beerševa)

Poznámka: uvedený seznam zachycuje jen fyzickou posloupnost stanic na trase mezi Aškelonem a Beerševou bez ohledu na budoucí faktické pojíždění jednotlivých spojů